# Butere/Mumias District
Butere/Mumias District war ein Distrikt in der kenianischen Provinz Western. Die Hauptstadt des Distriktes war Butere. Im Rahmen der Verfassung von 2010 wurden die kenianischen Distrikte aufgelöst. Das Gebiet gehört heute zum Kakamega County.
Der District verfügte über vier Krankenhäuser mit über 300 Betten. Das Bistum Kakamega der römisch-katholischen Kirche betrieb im Butere/Mumias District neben Primary und Secondary Schools für nicht-behinderte Kinder auch eine Primary und eine Secondary School für gehörlose Kinder.

## Gliederung
Der Butere/Mumias District teilte sich in fünf Divisionen auf. Jede Division bildete einen Wahlbezirk. 
| Divisionen         |           |            |
| Division           | Einwohner | Hauptstadt |
| Butere             | 111.637   | Butere     |
| Khwisero (Kwisero) | 088.234   |            |
| Matungu            | 108.314   | Matungu    |
| Mumias             | 168.743   | Mumias     |
| Gesamt             | 476.928   | -          |